# Velkuanmaafärjan
Velkuanmaa färjan är en linfärja (vajerfärja) som trafikerar mellan ön Velkuanmaa och Palva i Nådendal, Finland. Färjpassets längd är 940 meter. Mellan 21:15-06:15 kör Palvafärjans färjförare båda färjorna vid behov
Den nuvarande färjan är Lautta #179, som byggdes 1972 av Parkano Oy i Finland. Färjan har en lastkapacitet på 44 ton och utrymme för ca. 10 personbilar.